# Esteban Masson

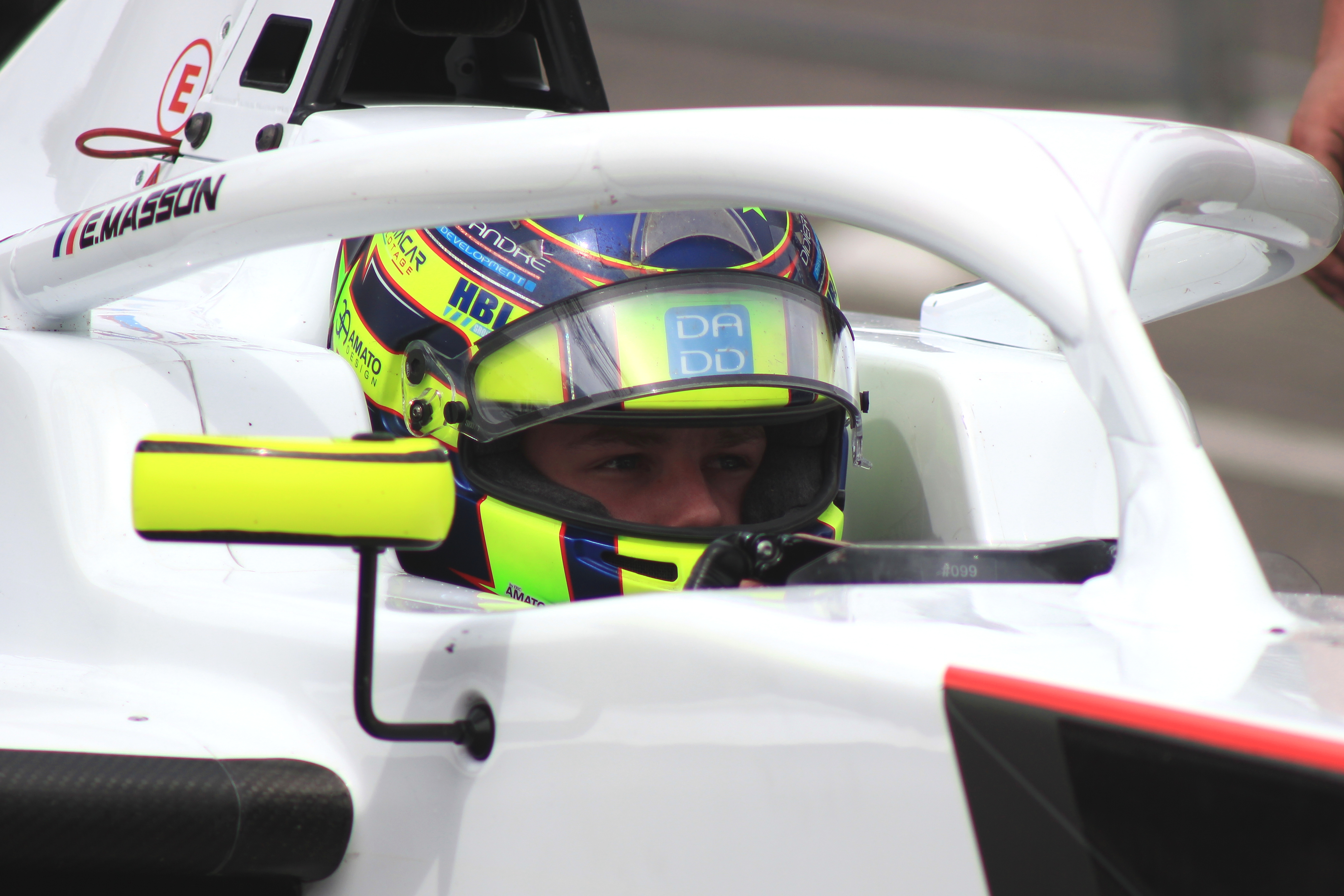
Esteban Masson 2023

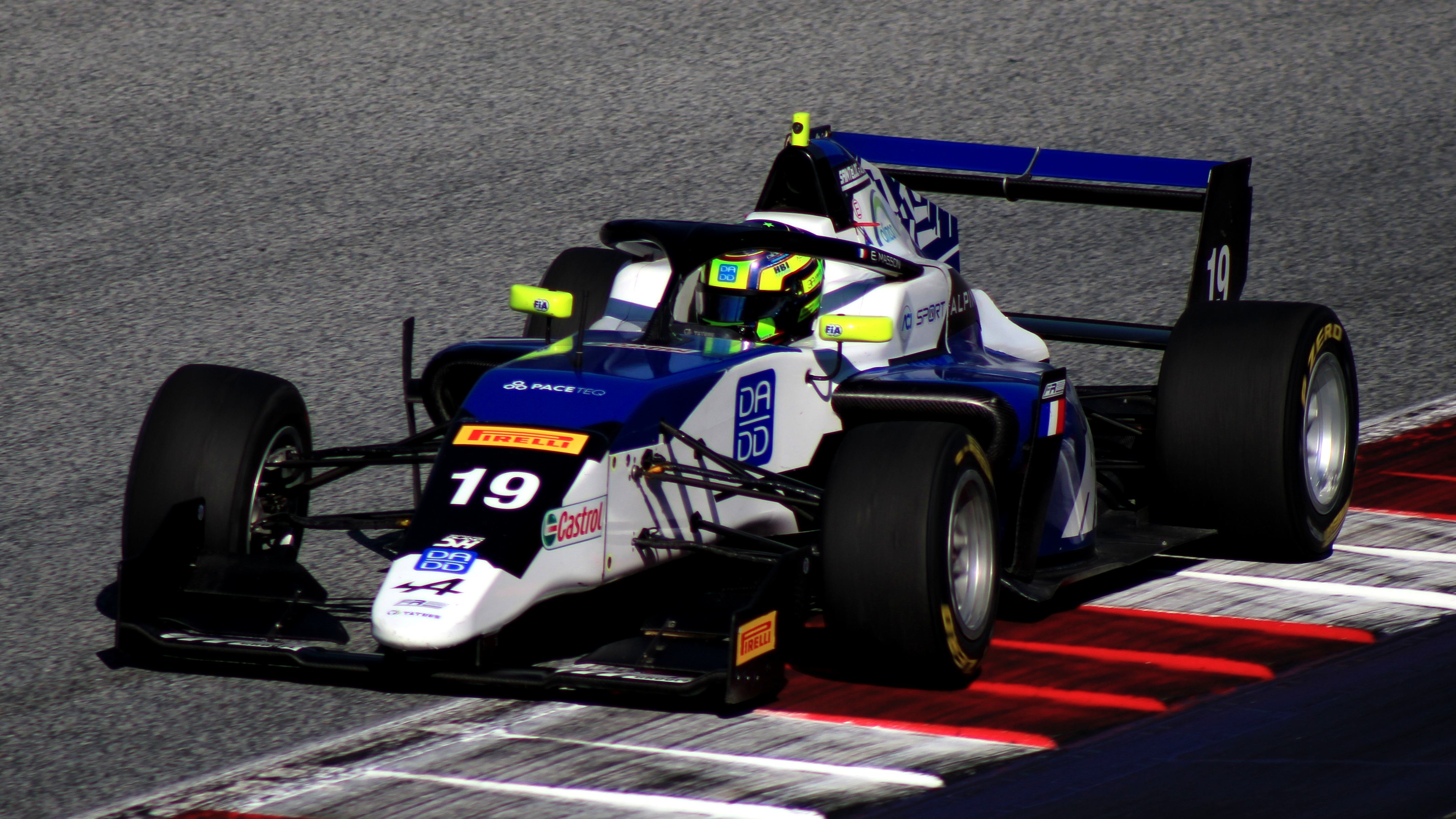
Esteban Masson 2023 in Spielberg

Esteban Masson (* 18. September 2004 in Montreal) ist ein französischer Automobilrennfahrer.

## Karriere
Bereits im Alter von drei Jahren entdeckte Masson den Kartsport für sich und gewann dort auch seine ersten Titel, so gewann er 2018 die National Series Karting France. Dank seiner guten Leistungen konnte er sich 2019 einen Sitz in der französischen Formel-4-Meisterschaft sichern, sein bestes Ergebnis blieb ein elfter Platz. Auch im folgenden Jahr fuhr er in der französischen Formel 4 und schaffte dort auch seine ersten Punkte zu holen, doch hatte er als Gastfahrer kein Anrecht auf diese.
2021 wurde er nach mehreren Siegen und einem engen Saisonfinale am Circuit de Nevers Magny-Cours zum Sieger der Französischen Formel-4-Meisterschaft.
Ab 2022 fuhr er im Formula Regional European Championship, zuerst für FA Racing, wechselte danach jedoch zu ART Grand Prix. Er beendete die Saison mit einem Punkt auf dem 24. Platz.
Zum Jahr 2023 fuhr er im Eurocup-3, den er gewinnen konnte, und gab auch sein Debüt in der FIA-Langstrecken-Weltmeisterschaft beim 8-Stunden-Rennen von Bahrain, wo er in der LMGTE-Am-Kategorie einen fünften Platz erzielte. 2024 fuhr er weiterhin in der WEC, unter Vertrag stand er bei Akkodis ASP Team.

## Statistik

### Karrierestationen
| - 2019: Französische Formel-4-Meisterschaft - 2020: Französische Formel-4-Meisterschaft - 2021: Französische Formel-4-Meisterschaft (Platz 1) - 2022: Formula Regional European Championship - 2023: Eurocup-3 (Platz 1) | - 2023: Formula Regional European Championship (Platz 16) - 2023: FIA-Langstrecken-Weltmeisterschaft-LMGTE Am - 2024: FIA-Langstrecken-Weltmeisterschaft-LMGT3 - 2024: European Le Mans Series-LMGT3 |

### Le-Mans-Ergebnisse
| Jahr | Team             | Fahrzeug       | Teamkollege    | Teamkollege     | Platzierung | Ausfallgrund |
| ---- | ---------------- | -------------- | -------------- | --------------- | ----------- | ------------ |
| 2024 | Akkodis ASP Team | Lexus RC F GT3 | Takeshi Kimura | Jack Hawksworth | Rang 37     |              |
| 2025 | Panis Racing     | Oreca 07       | Oliver Gray    | Franck Perera   | Rang 19     |              |

### Einzelergebnisse in der FIA-Langstrecken-Weltmeisterschaft
| Saison | Team                          | Rennwagen               | 1   | 2   | 3   | 4   | 5   | 6   | 7   | 8   |
| ------ | ----------------------------- | ----------------------- | --- | --- | --- | --- | --- | --- | --- | --- |
| 2023   | Kessel Racing                 | Ferrari 488 GTE Evo     | SEB | POR | SPA | LEM | MON | FUJ | BAH |     |
| 2023   | Kessel Racing                 | Ferrari 488 GTE Evo     |     |     |     | 26  |     |     |     |     |
| 2024   | Akkodis ASP Team              | Lexus RC F GT3          | KAT | IMO | SPA | LEM | SAO | AUS | FUJ | BAH |
| 2024   | Akkodis ASP Team              | Lexus RC F GT3          | 31  | 32  | 29  | 37  | 29  | 26  | 24  | DNF |
| 2025   | Akkodis ASP Team Panis Racing | Lexus RC F GT3 Oreca 07 | KAT | IMO | SPA | LEM | SAO | AUS | FUJ | BAH |
| 2025   | Akkodis ASP Team Panis Racing | Lexus RC F GT3 Oreca 07 |     | 21  |     | 19  |     |     |     |     |